# Pouswoko
Pouswoko est une commune rurale située dans le département de Manga de la province du Zoundwéogo dans la région Centre-Sud au Burkina Faso.

## Géographie
Le village de Pouswoko est situé à 6 km au sud de Manga et à 2 km à l'ouest de la route nationale 29.

## Santé et éducation
Le centre de soins le plus proche de Pouswoko est le centre de santé et de promotion sociale (CSPS) de Basgana tandis que le centre médical avec antenne chirurgicale (CMA) se trouve à Manga.